# Museo del latte e della storia della Muggiasca
Il Museo del Latte e della storia della Muggiasca (MUU) è un museo etnografico con sede in località Vendrogno a Bellano in Provincia di Lecco. Il museo racconta la storia, le tradizioni e i costumi della Muggiasca, antico nome che definisce il territorio di Vendrogno e le sue vicinanze. In particolare il museo documenta le fasi della lavorazione del latte.

## Storia
Il museo viene creato a giugno 2008 e collocato nel centro del paese di Vendrogno, nei locali dell'ex-latteria turnaria ristrutturati nel 2007. Il Museo è gestito dall'associazione “Insieme per il Museo di Vendrogno”, con il direttore Dario Rusconi. Inizialmente il sostegno proviene dal Comune di Vendrogno che viene poi incorporato nel Comune di Bellano nel 2020; dal 2010 fa parte del Sistema Museale della Provincia di Lecco.

## Collezione
Il museo nasce con il compito di conservare e tramandare reperti e tradizioni legati alla vita e alla cultura materiale della Muggiasca. Secondo i suoi curatori, l’intento è quello di promuovere una visione condivisa e sostenibile del territorio e dello sviluppo, come sintesi di economia e cultura. 
Il museo ha sede negli spazi dell'ex-latteria turnaria, che per quasi un secolo sono stati adibiti alla lavorazione e alla trasformazione del latte. Lo stabile comprende sei sale espositive e una sala civica e per conferenze, disposte su tre piani. 
Il percorso di visita principale è costituito dalla strumentazione completa della latteria, esposta nelle quattro sale originarie che costituivano la zona di lavoro della Latteria turnaria e che occupano il piano terra del Museo. Le altre sale ospitano a rotazione oggetti, immagini, materiali d'archivio e supporti multimediali legati a diversi aspetti della cultura, dell'economia e della storia del paese: dal bosco alla vita domestica, dall’emigrazione alla bellezza del paesaggio. 
Le sei sale del museo sono strutturate per permettere 4 itinerari: La trasformazione del latte, Il bosco, i campi, la stalla, La casa e i lavori femminili e Episodi di storia della Muggiasca. 

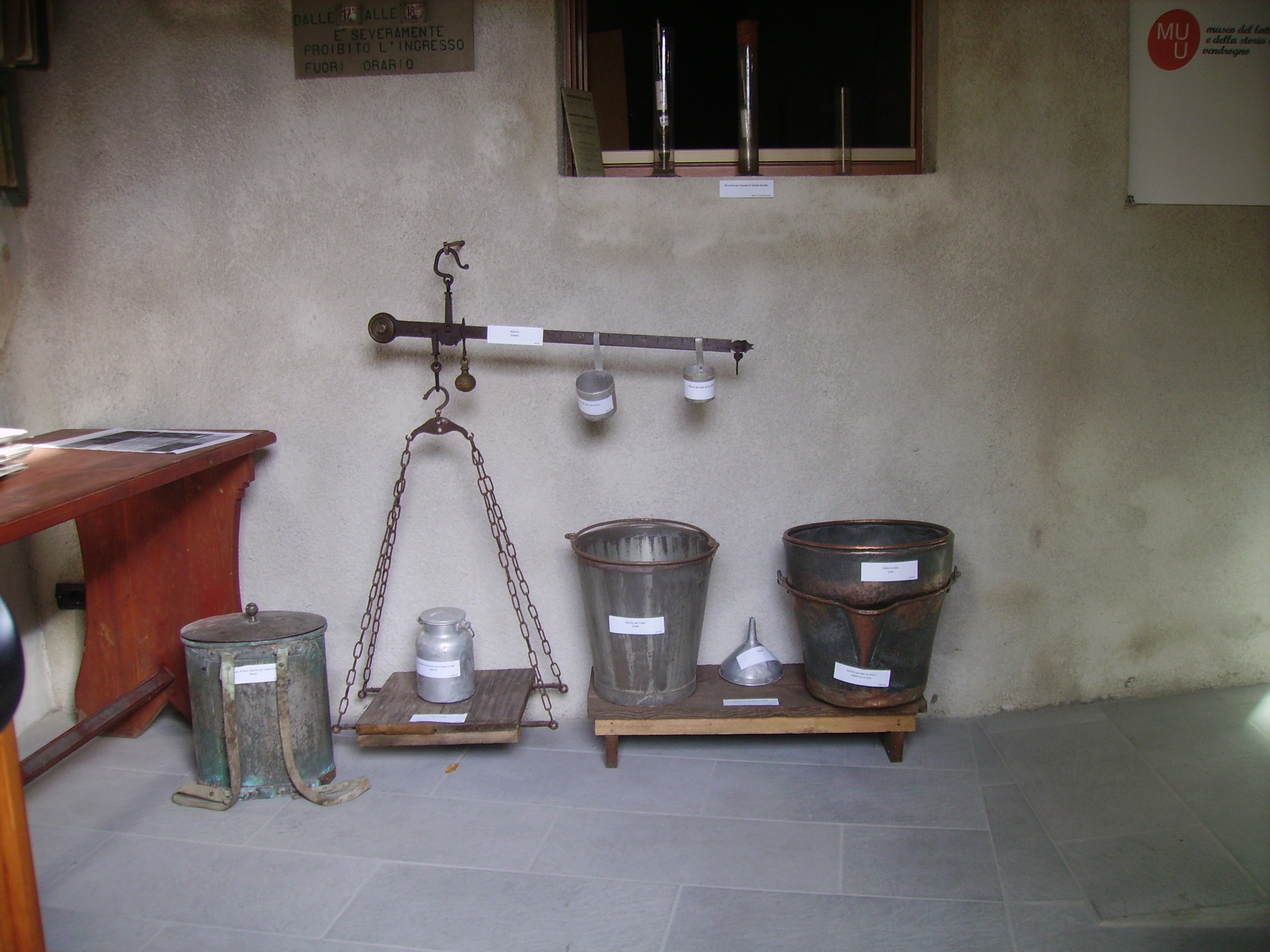
Oggetti per la pesatura

Attraverso le sue prime quattro sale, il museo permette di comprendere tutte le fasi della trasformazione del latte. Nella prima sala si presenta il ricevimento e la pesa: quando la latteria era ancora in funzione, i soci portavano il latte alla latteria a seguito delle due mungiture quotidiane, alla mattina presto e alla sera. Il casaro pesava il latte e lo portava poi nella sala 2, filtrandolo e lasciandolo riposare. A volte ne verificava la densità per controllare che non fosse stato annacquato. La quantità era trascritta sul libretto personale di ogni socio, posto nello schedario in legno presente all'ingresso della latteria. La seconda sala spiega l'"affioramento" (Sit del lacc); questo è infatti il locale più fresco della latteria. Dalla roccia dietro alla parete di fondo sgorgava una sorgente di acqua corrente, di proprietà della latteria, che veniva convogliata nelle vasche. Qui il latte, una volta filtrato, era lasciato riposare. La parte grassa che affiorava, la panna, era prelevata per fare il burro, mentre la parte restante era utilizzata per produrre il formaggio. Il burro si formava nella zangola, inizialmente mossa a mano, successivamente meccanizzata con l'applicazione di un motore elettrico montato in questa sala, che muoveva tramite cinghia la zangola posta immediatamente dietro l'apertura verso la sala 3. Una volta estratto dalla zangola, il burro era lavato, messo negli stampi di legno, avvolto in una carta oleata e infine sistemato in armadi in legno coperti da una retina sottile in cui veniva conservato fino al ritiro da parte dei soci. 

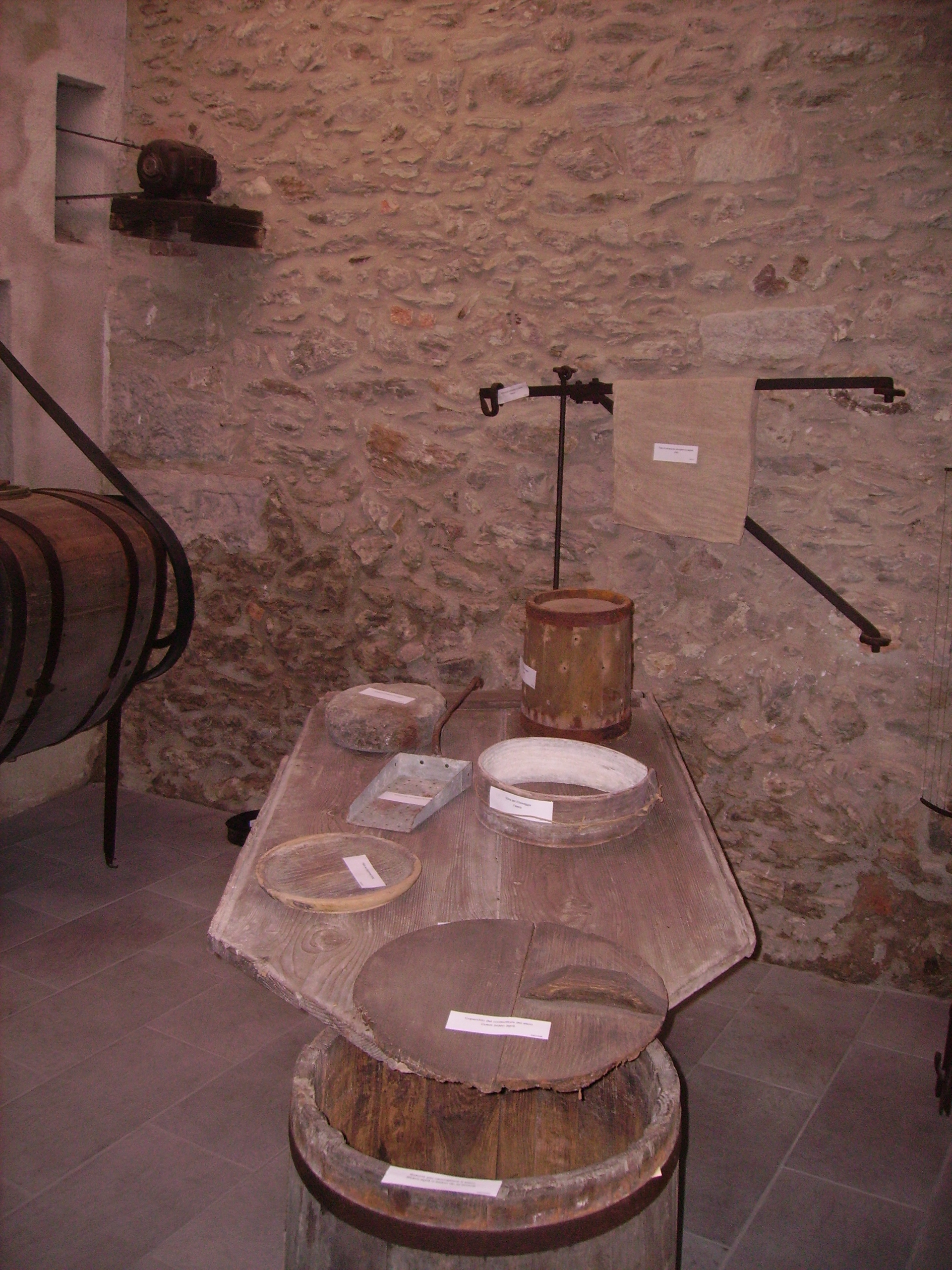
Tavolo di lavoro

La sala 3 è dedicata alla lavorazione dei formaggi. Il fuoco di legna scaldava e manteneva poi costante la temperatura sotto alla caldaia, in cui veniva versato il latte rimasto nelle ramine una volta scremato dalla panna utilizzata per fare il burro. Veniva aggiunto il caglio, quindi mescolato in continuazione per fare uscire completamente il siero. Una volta completata la cottura, il formaggio era scolato e messo nelle fascere con dei pesi per prendere la forma e terminare l'espulsione del siero. A volte il casaro utilizzava il siero rimasto nella caldaia per preparare la ricotta, aggiungendo il siero scolato dai formaggi appena messi nelle fascere e il latticello rimasto nella zangola. In un'economia di sussistenza in cui niente era sprecato, anche l’ultimo siero rimasto dalla scolatura della ricotta era recuperato, come alimento per gli animali. L'ultima sala è quella in cui si concludeva il processo di produzione del formaggio, quello della conservazione e della stagionatura. Posto a ridosso della roccia ma con finestre alte sui due lati, il locale è allo stesso tempo fresco e ventilato, condizioni ideali per la formazione delle muffe che completano la stagionatura del formaggio, che poteva durare anche oltre sei mesi. Inizialmente i soci ritiravano il formaggio in proporzione alla quantità di latte portata. Successivamente, con l'assunzione del casaro come dipendente della latteria, in cambio del latte portato si potevano ritirare sia i prodotti sia i soldi derivanti dalla vendita diretta al pubblico di burro e formaggio. Il denaro che spettava a ogni socio veniva inserito in apposite bustine di stoffa, contraddistinte dal numero del socio, dette borsini, ora esposte all'ingresso della prima sala. 
La sala 5 del museo è dedicata al bosco. Nell'economia rurale della Muggiasca, dopo i prodotti caseari (latte, formaggio, burro), agricoli (uva, segale, grano saraceno, patate, ortaggi, castagne, ecc.) il bosco era considerato una fonte di ricchezza importante. Il lavoro nel bosco e nei campi richiedeva grandi quantità di tempo e di fatica. Da esso dipendevano principalmente l'alimentazione del bestiame e la disponibilità di materiali ed energia indispensabili alla vita delle persone. Il legname era usato in edilizia, per costruire strumenti di lavoro, per fabbricare mobili e infine impiegato come legna da ardere sia per il riscaldamento domestico, bruciandolo direttamente oppure trasformato in carbone, sia per cucinare, fino all’arrivo del gas, alla metà del Novecento. Il taglio dei boschi era, ed è, regolamentato da norme precise, che cercano di garantire la conservazione dell'ecosistema. 
Nella sala 6 si mostra alcuni aspetti della casa e dei lavori femminili. La donna era impegnata gran parte della giornata nel lavoro nei campi, ad accudire il bestiame, a trasportare materiali quali il carbone, la legna e il fieno. Tra le attività domestiche, oltre alla cura dei figli e degli anziani, cucinare e fare le pulizie, v'era anche la realizzazione dei vestiti, che ancora agli inizi del secondo dopoguerra erano quasi totalmente confezionati in casa. Fino agli inizi del XX secolo in zona veniva tessuta direttamente anche la canapa con cui erano realizzate la biancheria intima e di casa. Negli Anni Sessanta del Novecento in Muggiasca molte donne ancora filavano la lana, che veniva poi lavorata a maglia oppure ad uncinetto. 
Infine nella sala 7 si raccontano alcuni episodi della storia della Muggiasca presentando documenti originali o ricerche su episodi della storia italiana che hanno lasciato anche a Vendrogno e in Muggiasca un segno significativo. È presentato al pubblico il documentario Voci della Resistenza, realizzato nel 2008 da Il Vecchio Comballo, in occasione della tradizionale celebrazione della Liberazione che si effettua ogni 25 aprile presso la chiesetta di S. Grato ai Monti.